# Triodia inutilis
Triodia inutilis är en gräsart som beskrevs av Nancy Tyson Burbidge. Triodia inutilis ingår i släktet Triodia och familjen gräs. Inga underarter finns listade i Catalogue of Life.